# Oxidy dusíku
Oxidy dusíku jsou jedovaté sloučeniny dusíku a kyslíku, které jsou popisovány jako ostré sladce páchnoucí plyny. Patří mezi ně zejména:
- oxid dusný (N2O)
- oxid dusnatý (NO)
- oxid dusitý (N2O3)
- oxid dusičitý (NO2)
- oxid dusičný (N2O5)

Ty z hlediska znečištění ovzduší nejvýznamnější (NO a NO2) se v atmosférické chemii označují vzorcem NOx.

## Atmosférické koncentrace NOx
V atmosféře vznikají přirozeně například působením blesků. Emise NOx vznikají také lidskou činností, například při hoření fosilních paliv. V současnosti se pro emise oxidu dusíku zavádějí také limity. S limity je například spojena aféra Dieselgate a následná aféra nazvaná Diesellüge.
Koncentrace NOx v atmosféře byla v ČR v roce 2013 pod limitem 30 µg·m−3, přičemž roční limit pro oxid dusičitý je 40 µg·m−3. Limity jsou ale v různých zemích různé. V EU emise klesají.